# Vollmershain
Vollmershain là một thị xã ở huyện Altenburger Land nước Đức. Đô thị này có diện tích 5 km2. Các đô thị gần thị xã Vollmershain gồm Heukewalde, Jonaswalde, Posterstein, Nöbdenitz, Thonhausen, và Schmölln ở huyện Altenburger Land.